# Aglymbus bimaculatus
Aglymbus bimaculatus is een keversoort uit de familie waterroofkevers (Dytiscidae). De wetenschappelijke naam van de soort is voor het eerst geldig gepubliceerd in 1991 door Resende & Vanin.